# Mike Torode
Mike Torode, geboren als Michael W. Torode (* 1940 oder 1941; † 3. September 2024), war ein Politiker aus Guernsey und der zweite Chief Minister von Guernsey. Das Parlament der Kanalinsel Guernsey wählte ihn am 5. März 2007 zum Chief Minister/Ministerpräsidenten. Seine Amtszeit endete am 30. April 2008.
Torode trat die Nachfolge von Laurie Morgan nach dem Fallagate-Skandal an, der im Februar 2007 zum geschlossenen Rücktritt des gesamten Politikrates von Guernsey führte. Zuvor war Torode bereits seit 2004 Innenminister.
Torode war seit 1979 Mitglied im States of Guernsey, dem Parlament von Guernsey. Er war zunächst Abgeordneter für die im Süden von Guernsey liegende Gemeinde St. Martin und später Berater für den gesamten Verwaltungsbezirk. Anschließend war er Abgeordneter für den südöstlichen Wahlbezirk.
Torode starb am 3. September 2024 im Alter von 83 Jahren.